# Uruguaytherium beaulieui
Uruguaytherium beaulieui — викопний вид південноамериканських копитних ссавців родини Астрапотерієві (Astrapotheriidae). Голотип знайдений в Уругваї (звідси й родова назва: Uruguaytherium — <<уругвайський звір>>) в департаменті Ріо-Негро. Голотип являє собою частково збережену ліву частину нижньої щелепи.